# Groot constantia

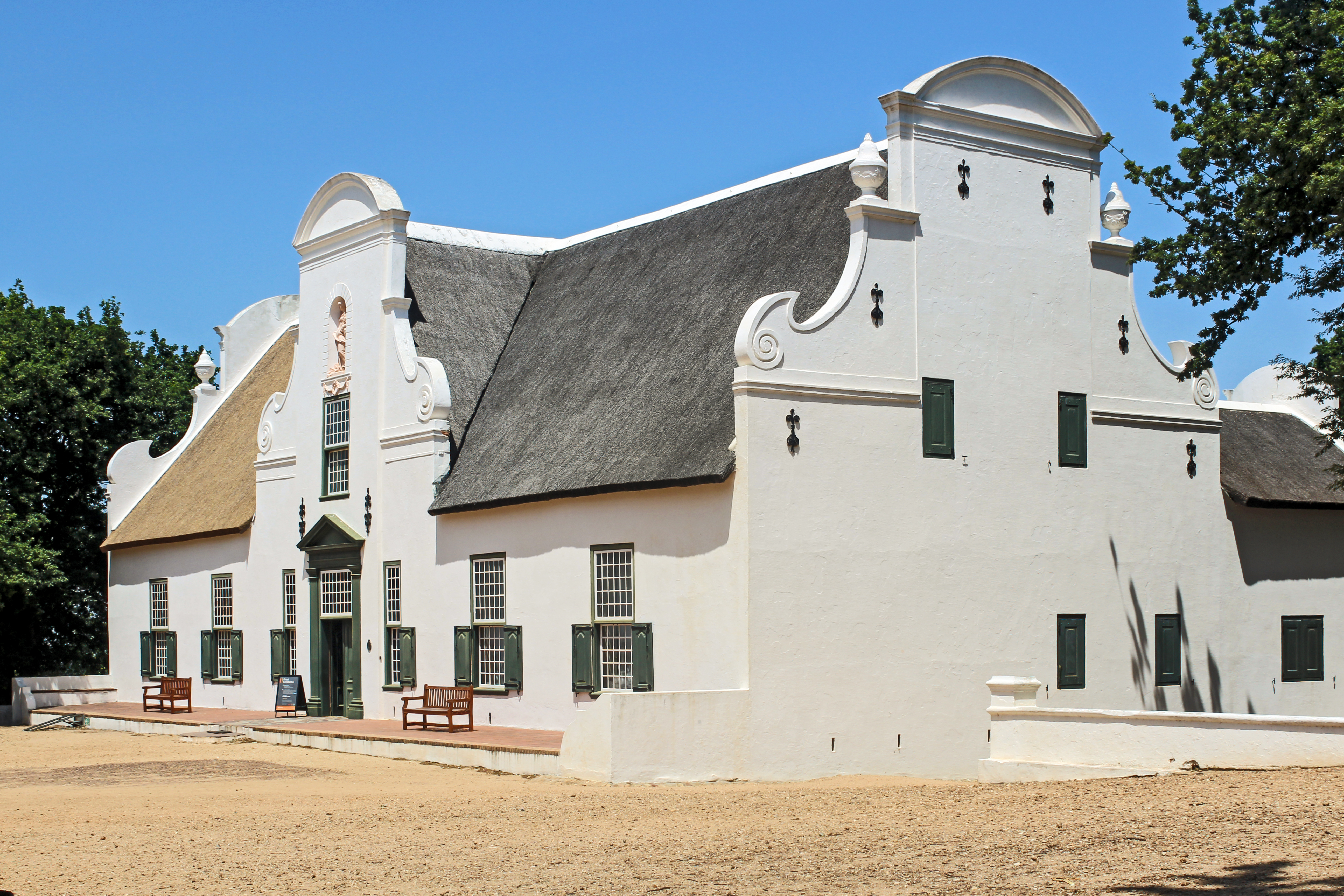
A Mansão Groot Constantia, um prédio histórico da arquitetura neerlandesa do Cabo

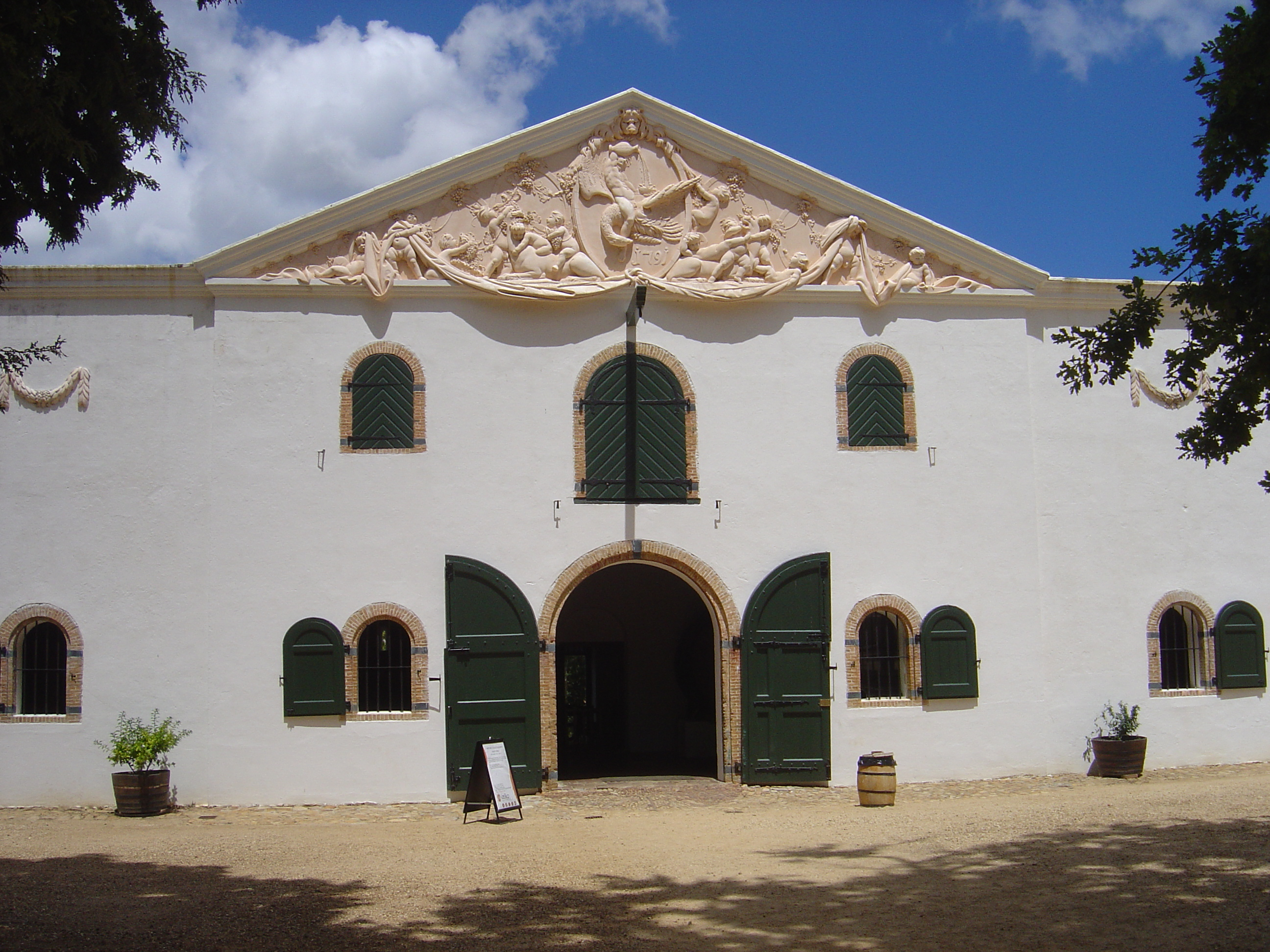
A Adega Cloete, a adega original da propriedade. O frontão foi feito pelo escultor Anton Anreith.

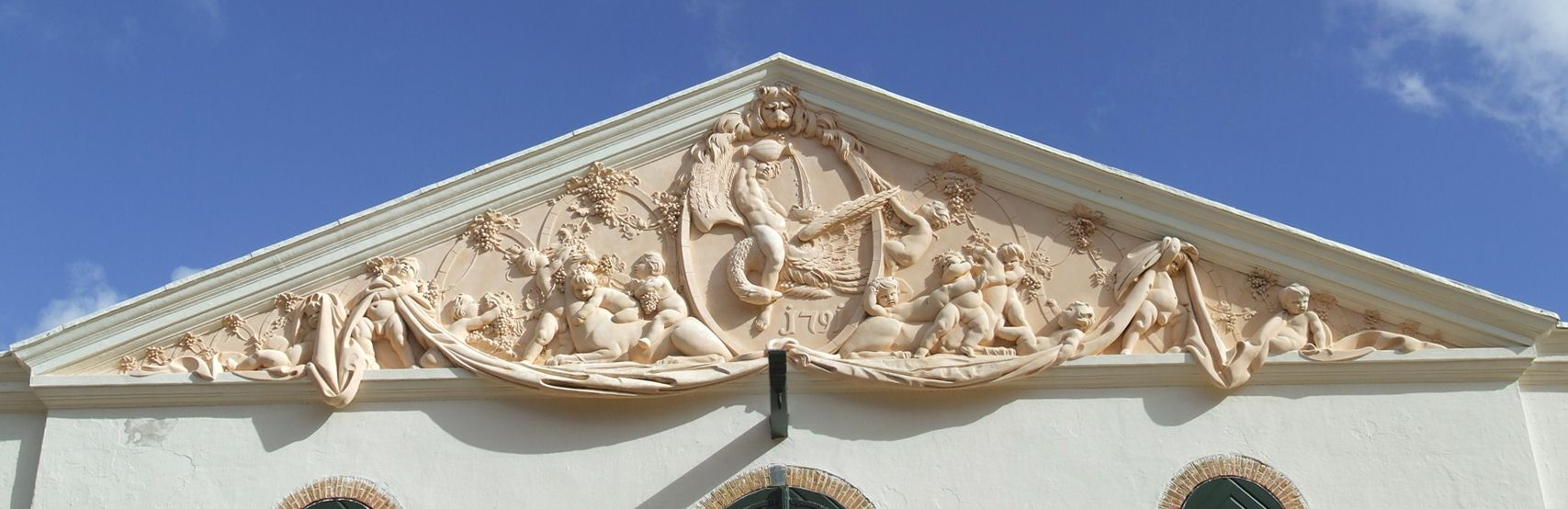
Detalhe do frontão feito pelo escultor Anton Anreith.

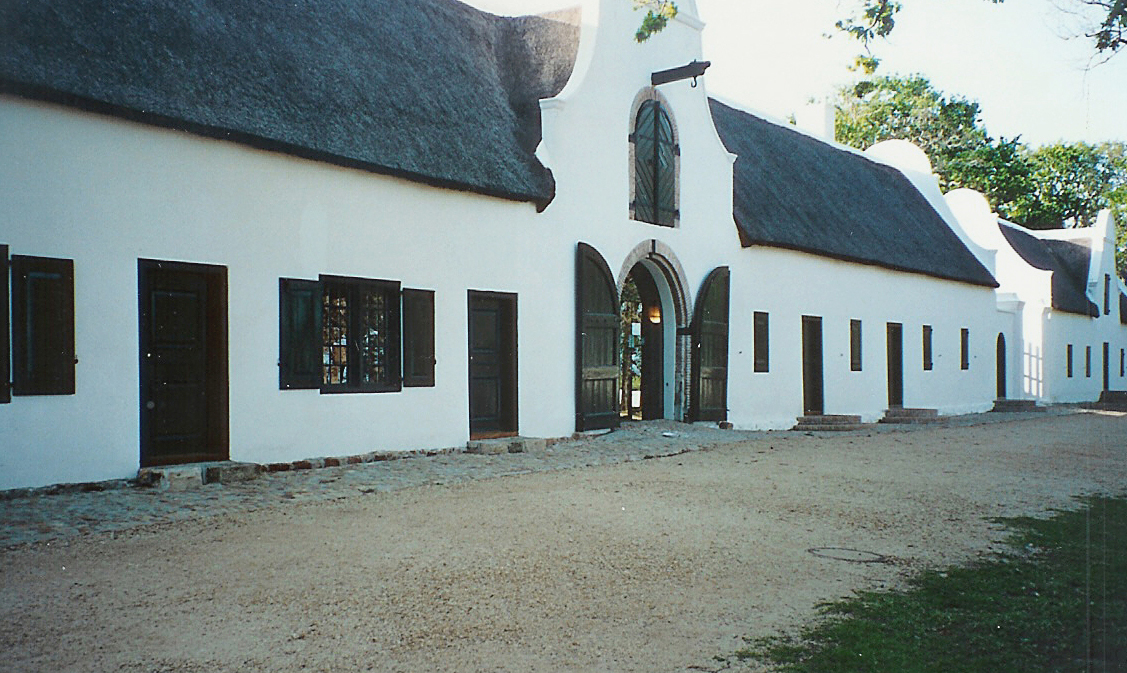
Prédio externo da propriedade, onde hoje funciona o Jonkershuis Restaurant

Groot Constantia é a mais antiga vinícola da África do Sul, considerada patrimônio tombado pela província do Cabo Ocidental, localizada no bairro de Constantia na Cidade do Cabo, África do Sul.
"Groot" em neerlandês e em africâner significa "grande".

## História
Em 1685, durante uma visita anual ao Cabo, Hendrik Adriaan van Rheede tot Drakenstein concedeu a área da Groot Constantia a Simon van der Stel, então Governador do Cabo da Boa Esperança.:77
Van der Stel construiu a mansão da propriedade, e a utilizou para produzir vinho e outros cultivos, bem como a pecuária. Depois de sua morte em 1712, a propriedade foi dividida em três partes: Groot Constantia; Klein Constantia e Bergvliet.
Em 1779, a porção que incluía a mansão construída em estilo neerlandês por Van der Stel foi vendida para a família Cloete, :78 sob ordens de quem foram plantados extensos vinhedos e foi realizada uma melhoria na casa sob os cuidados do arquiteto Louis Michel Thibault. A adega foi construída em 1791. :78. A propriedade se manteve com a família Cloete por gerações, até 1885. Durante esse período, a vinícula ganhou notoriedade pela sua produção de vinhos de sobremesa.
Em 1885, a propriedade foi comprada pelo governo do Cabo da Boa Esperança, e foi utilizada para realizar produção experimental de vinhos e outros cultivos.
Houve um incêndio em 1925 em que a Mansão da propriedade foi completamente queimada, mas em seguida, recursos foram levantados para restaurá-la ao seu esplendor original..
Em 1969, a antiga mansão se tornou parte do Museu Sul-Africano de História Cultural, e em 1993, a vinícula passou à propriedade da companhia "Groot Constantia Trust". A visitação da Mansão é administrada pelo Museu Sul-Africano Iziko, tendo foco na escravidão rural e a vida dos escravos no período inicial da colônia do Cabo.
Hoje, outras vinículas vizinhas se uniram à Groot Constantia para fazer a rota cênica dos Vinhos de Constancia. As outras propriedades são: Klein Constantia, Buitenverwachting, Constantia Uitsig, Steenberg, Constantia Glen, Eagles Nest e High Constantia.
Napoleão Bonaparte, em seu exílio na Ilha de Santa Helena, exigiu que lhe fossem levadas garrafas de vinho Groot Constantia.

## Produção de Vinho
Groot Constantia é conhecida pela sua produção de vinhos tintos de qualidade, especialmente o Shiraz, o Merlot, o Pinotage. Seu vinho superior é o corte Gouverneurs Reserve. Em 2003, a vinícula voltou a produzir os vinhos de sobremesa, retomando a produção que havia sido interrompida desde a década de 1880.